# Robert Foligny Broussard
Robert Foligny Broussard (ur. 17 sierpnia 1864 w New Iberia, Luizjana, zm. 12 kwietnia 1918 w New Iberia, Luizjana) – amerykański prawnik i polityk związany z Partią Demokratyczną.

## Życiorys
W latach 1897–1915 reprezentował stan Luizjana w Izbie Reprezentantów Stanów Zjednoczonych, a w latach 1915–1918 był senatorem Stanów Zjednoczonych z tego stanu.
Jego brat, Edwin Sidney Broussard, także reprezentował stan Luizjana w Senacie Stanów Zjednoczonych.